# Jane Greer
Pour les articles homonymes, voir Greer.
Jane Greer est une actrice américaine, de son nom complet Bettejane Greer, née à Washington (district de Columbia) le 9 septembre 1924, et morte à Los Angeles (Californie) le 24 août 2001.

## Biographie

### Carrière
D'abord chanteuse de big band, Jane Greer est repérée en 1942 par Howard Hughes alors qu'elle pose pour le magazine Life et engagée à la RKO Pictures. Là, elle tourne notamment deux films aux côtés de Robert Mitchum, La Griffe du passé (1947), avec un rôle de « femme fatale », et Ça commence à Vera Cruz (1949).
Elle participe au long de sa carrière à vingt-huit films américains (de 1945 à 1996) ainsi qu'à dix-sept séries télévisées (de 1953 à 1990) et un téléfilm (en 1982). En 1952, dans l'un de ses films les plus connus, Le Prisonnier de Zenda, elle a notamment comme partenaire Robert Douglas, qu'elle retrouve en 1975 dans un épisode de la série Columbo. Et en 1984, elle interprète la mère de l'héroïne dans le film Contre toute attente, remake de La Griffe du passé.

### Vie privée et mort
Jane Greer se marie à l'homme d'affaires Edward Lasker (en) avec qui elle a un fils, devenu producteur et scénariste, Lawrence Lasker.
Elle meurt le 24 août 2001 des suites d'un cancer.

## Filmographie

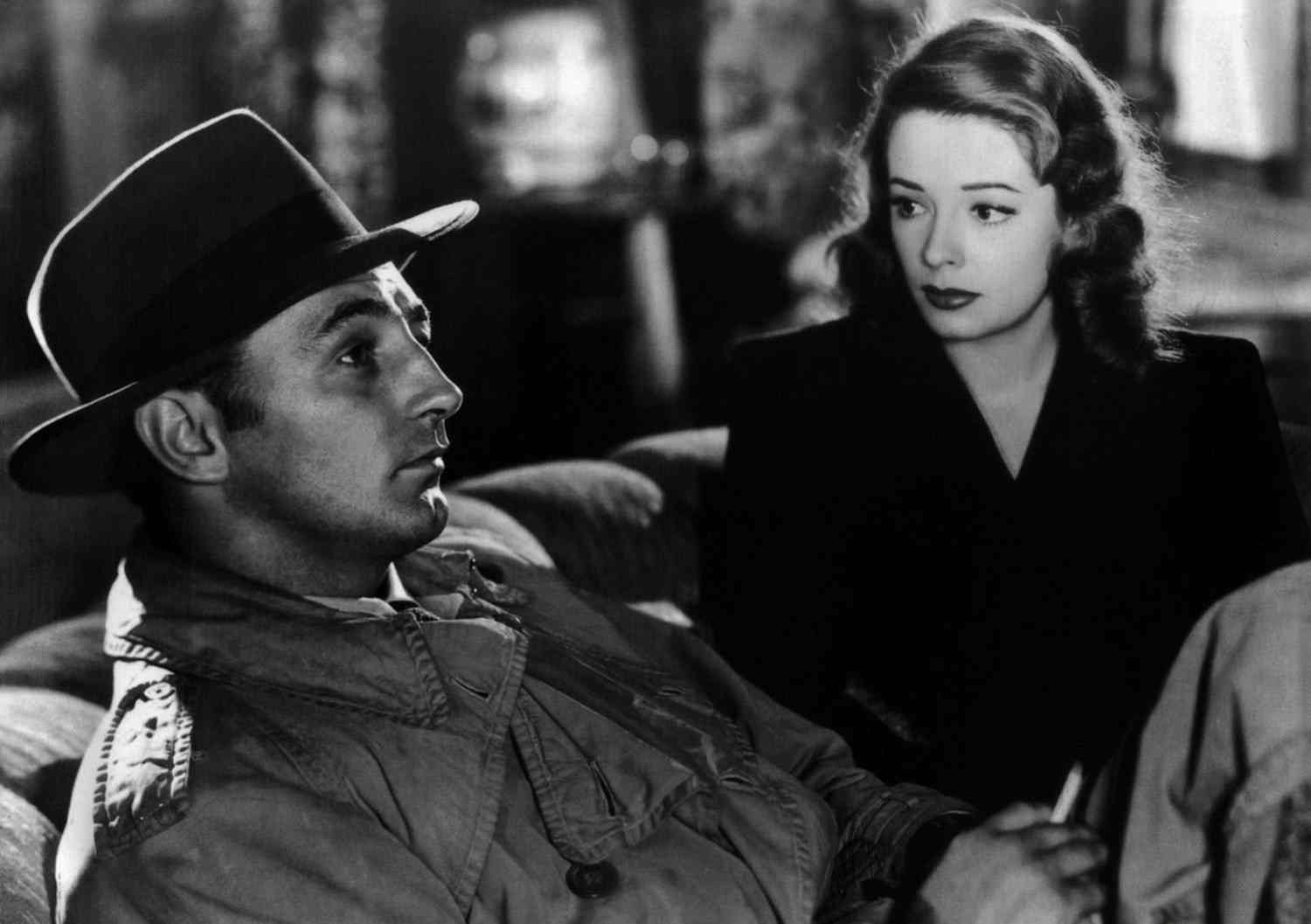
Robert Mitchum et Jane Greer dans La Griffe du passé (1947).

### Au cinéma
- 1944 : Sérénade américaine (Pan-Americana) de John H. Auer : Miss Downing (non créditée)
- 1945: Two O'Clock Courage d'Anthony Mann : Helen Carter (créditée Bettejane Greer)
- 1945 : Ah, quel scandale ! (George White's Scandals) de Felix E. Feist : Billie Randall (créditée Bettejane Greer)
- 1945 : Dick Tracy de William Berke : Judith Owens
- 1945 : Pan-Americana de John H. Auer
- 1946 : Qui veut la peau du Faucon ? (en) de Ray McCarey : Lola Carpenter
- 1946 : Détectives du Far West (Sunset Pass) de William Berke : Lolita Baxter
- 1946 : The Bamboo Blonde de Anthony Mann : Eileen Sawyer
- 1947 : Sinbad le marin de Richard Wallace : Pirouze
- 1947 : Ils ne voudront pas me croire d'Irving Pichel : Janice Bell
- 1947 : Pendez-moi haut et court ou La Griffe du passé (Out of the Past) de Jacques Tourneur : Kathie Moffat
- 1948 : La Cité de la peur (Station West) de Sidney Lanfield :  Charlie
- 1949 : Ça commence à Vera Cruz (The Big Steal) de Don Siegel : Jane Fiske
- 1951 : La Voleuse d'amour (The Company She Keeps) de John Cromwell : Diane Stuart
- 1951 : La marine est dans le lac (You're in the Navy Now) d'Henry Hathaway : l'enseigne de vaisseau Ellie C. Harkness
- 1952 : Toi pour moi (en) de Don Weis : Katie McDermad
- 1952 : Le Prisonnier de Zenda (The Prisoner of Zenda) de Richard Thorpe : Antoinette de Mauban
- 1952 : Desperate Search (en) de Joseph H. Lewis : Julie Heldon
- 1953 : Le Clown de Robert Z. Leonard : Paula Henderson
- 1953 : Down Among the Sheltering Palms de Edmund Goulding : Diana Forrester
- 1956 : La Course au soleil de Roy Boulting : Katherine « Katie » Connors
- 1957 : L'Homme aux mille visages (Man Of A Thousand Faces) de Joseph Pevney : Hazel Bennet Chaney
- 1964 : Rivalités (Where Love Has Gone) d'Edward Dmytryk : Marian Spicer
- 1965 : Billie (en) de Don Weis : Agnes Carol
- 1973 : Échec à l'organisation (The Outfit) de John Flynn : Alma
- 1984 : Contre toute attente (Against All Odds) de Taylor Hackford : Mme Wyler
- 1986 : Just Between Friends (en) de Allan Burns : Ruth Chadwick
- 1989 : Immediate Family de Jonathan Kaplan : la mère de Michael
- 1996 : Perfect Mate de Karl Armstrong : en tant que maman (rôle final du film)

### À la télévision
Apparitions dans des séries (sauf mention contraire)
- 1953 : The Revlon Mirror Theater (en) (saison 2, épisode 10 : « Summer Dance » de Leslie H. Martinson)
- 1953-1957 : The Ford Television Theatre (en) (3 épisodes)
- 1955 : Celebrity Playhouse (en) (épisode 12 : « Diamonds In The Sky » de Gerald Freedman)
- 1958 : Suspicion (épisode 18 : « Rendez-vous à Paris (Meeting on Paris) ») de James Neilson
- 1958 : Playhouse 90 (saison 2, épisode 23 : « No Time at All ») de David Swift
- 1959 : Alfred Hitchcock présente (saison 4, épisode 34 : « A True Account ») : Mrs. Cannon-Hughes
- 1959 : Bonanza (saison 1, épisode 6 : « The Julia Bulette Story » de Christian Nyby) : Julia Bulette
- 1960 : Thriller : Ann Moffat
- 1964 : L'Homme à la Rolls (première série, Saison 1, épisode 29 : « Who killed my Girl? ») : Lonnie Smith
- 1975 : Columbo (première série, saison 4, épisode 4 : « Eaux troubles » de Ben Gazzara) : Sylvia Danziger
- 1982 : Les Cavaliers de l'ombre (en) (The Shadow Riders) (téléfilm) d'Andrew V. McLaglen
- 1988 : Arabesque (saison 5, épisode 8 « Le Dernier Vol du Dixie Damsel ») : Bonnie Phelps
- 1990 : Twin Peaks (trois épisodes) : Vivian Smythe Niles

## Récompenses et distinctions
Pour sa contribution au cinéma, Jane Greer obtient une étoile sur le Walk of Fame d'Hollywood Boulevard.